# Истпойнт (Флорида)
Истпойнт (англ. Eastpoint) — статистически обособленная местность, расположенная в округе Франклин (штат Флорида, США), с населением в 2158 человек по статистическим данным переписи 2000 года.

## География
По данным Бюро переписи населения США статистически обособленная местность Истпойнт имеет общую площадь в 18,91 квадратных километров, водных ресурсов в черте населённого пункта не имеется.
Статистически обособленная местность Истпойнт расположена на высоте 2 м над уровнем моря.

## Демография
По данным переписи населения 2000 года в Истпойнтe проживало 2158 человек, 612 семей, насчитывалось 804 домашних хозяйств и 911 жилых домов. Средняя плотность населения составляла около 114,12 человек на один квадратный километр. Расовый состав населённого пункта распределился следующим образом: 96,57 % белых, 0,79 % — чёрных или афроамериканцев, 0,42 % — коренных американцев, 0,09 % — азиатов, 1,58 % — представителей смешанных рас, 0,56 % — других народностей. Испаноговорящие составили 1,67 % от всех жителей статистически обособленной местности.
Из 804 домашних хозяйств в 36,3 % воспитывали детей в возрасте до 18 лет, 59,3 % представляли собой совместно проживающие супружеские пары, в 11,4 % семей женщины проживали без мужей, 23,8 % не имели семей. 18,7 % от общего числа семей на момент переписи жили самостоятельно, при этом 6,8 % составили одинокие пожилые люди в возрасте 65 лет и старше. Средний размер домашнего хозяйства составил 2,61 человек, а средний размер семьи — 2,95 человек.
Население статистически обособленной местности по возрастному диапазону по данным переписи 2000 года распределилось следующим образом: 26,4 % — жители младше 18 лет, 7,6 % — между 18 и 24 годами, 28,0 % — от 25 до 44 лет, 24,6 % — от 45 до 64 лет и 13,5 % — в возрасте 65 лет и старше. Средний возраст жителей составил 36 лет. На каждые 100 женщин в Истпойнтe приходилось 99,6 мужчин, при этом на каждые сто женщин 18 лет и старше приходилось 96,4 мужчин также старше 18 лет.
Средний доход на одно домашнее хозяйство статистически обособленной местности составил 30 324 доллара США, а средний доход на одну семью — 29 940 долларов. При этом мужчины имели средний доход в 23 750 долларов США в год против 25 179 долларов среднегодового дохода у женщин. Доход на душу населения статистически обособленной местности составил 30 324 доллара в год. 6,3 % от всего числа семей в населённом пункте и 12,1 % от всей численности населения находилось на момент переписи населения за чертой бедности, при этом 17,0 % из них были моложе 18 лет и 6,7 % — в возрасте 65 лет и старше.